# Fain-lès-Montbard
Fain-lès-Montbard é uma comuna francesa na região administrativa da Borgonha-Franco-Condado, no departamento de Côte-d'Or. Estende-se por uma área de 7,41 km². Em 2010 a comuna tinha 303 habitantes (densidade: 40,9 hab./km²).